# Xavier Vieira
Xavier Vieira de Vasconcelos (Andorra la Vieja, Andorra, 14 de enero de 1992) es un futbolista andorrano que juega en la posición de mediocampista en el F. C. Pas de la Casa de la Primera División de Andorra.

## Selección nacional
Vieira jugó su primer partido internacional con la selección de Andorra el 15 de octubre de 2013, en un amistoso contra Hungría donde entró como suplente de Edu Peppe a los 80 minutos.

## Clubes
| Club                    | País    | Año           |
| ----------------------- | ------- | ------------- |
| F. C. Andorra           | Andorra | 2008-2010     |
| Atlético Monzón         | España  | 2010-2015     |
| F. C. Santa Coloma      | Andorra | 2015-2016     |
| F. C. Encamp            | Andorra | 2016-2017     |
| F. C. Lusitanos         | Andorra | 2017-2018     |
| Atlètic Club d'Escaldes | Andorra | 2019-2022     |
| U. E. Engordany         | Andorra | 2022-2023     |
| F. C. Ordino            | Andorra | 2023          |
| F. C. Pas de la Casa    | Andorra | 2024-presente |

## Palmarés

### Títulos nacionales
| Título                      | Equipo             | País    | Año     |
| --------------------------- | ------------------ | ------- | ------- |
| Primera División de Andorra | F. C. Santa Coloma | Andorra | 2015-16 |